# Black Stone
Pour plus de détails, voir Fiche technique et Distribution.
Black Stone (블랙스톤) est un film sud-coréen réalisé par Roh Gyeong-tae, sorti en 2015.

## Fiche technique
- Titre français : Black Stone
- Titre otiginal: 블랙스톤
- Réalisation : Roh Gyeong-tae
- Scénario : Roh Gyeong-tae
- Musique : Olivier Alary
- Pays d'origine : Corée du Sud
- Format : Couleurs - 35 mm - 1,85:1
- Genre : drame
- Durée : 93 minutes
- Date de sortie :
  -  Pays-Bas : 23 janvier 2015 (Festival international du film de Rotterdam)
  -  France : 5 juillet 2016

## Distribution
- Won Tae-hee : Shon Sun
- Lee Hae-sung  : Ching Tuang, le père adoptif de Shon Sun
- Baek Hyun-joo  : Shon Rae-son, la mère adoptive de Shon Sun
- Shon Suk-goo  : le lieutenant Koh Ah-shen